# Pristimantis nephophilus
Pristimantis nephophilus es una especie de anfibio anuro de la familia Craugastoridae.

## Distribución
Esta especie habita entre los 1080 y 2180 m de altitud:
- en Ecuador en la provincia de Zamora-Chinchipe;
- en Perú en la región de San Martín.[4]

## Descripción
Las hembras miden de 24.6 a 34.0 mm.

## Publicación original
- Duellman & Pramuk, 1999 : Frogs of the genus Eleutherodactylus (Anura: Leptodactylidae) in the Andes of northern Peru. Scientific Papers Natural History Museum the University of Kansas, n.º 13, p. 1-78[5]